# Saksens billeder. En film om papirklip
Saksens billeder. En film om papirklip er en film instrueret af Elisabeth Rygård efter manuskript af Søs Brysch.

## Handling
Dokumentarfilm om tre børn og en voksen der skaber deres egne originale billeder i papirklip.